# بريمية
البريمية (الاسم العلمي: Leptospira) هي جنس من البكتيريا تتبع فصيلة نظيرات البريمية Leptospiraceae من رتبة البريميات. تسبب داء البريميات Liptospirosis وهو مرض حيواني منتشر حول العالم.

## أنواع البريمية
- بريمية ألستونية
- بريمية إيدوية
- بريمية مايوتية
- بريمية تربسترية
- بريمية فانثييلية
- بريمية فنزويلية
- بريمية الكسندرية
- بريمية ذات الثنيتين
- بريمية بورغ بيترسنية
- بريمية برومية
- بريمية فاينية
- بريمية إنادية
- بريمية استفهامية
- بريمية كرشنرية
- بريمية كميتية
- بريمية ليسيراسية
- بريمية مايرية
- بريمية نوغوشية
- بريمية سانتاروزية
- بريمية وايلية
- بريمية ولباشية
- بريمية ولفية

## شكلها
البريميات تتميز بأنها ملتفة بشدة ورفيعة ومرنة كما أنها متحركة . طولها 5-15 ميكرون وتملك نهاية منحنية بشكل يشبه الخطاف ما يميزها عن اللولبيات الأخرى . يمكن رؤيتها بمجهر القعر المظلم  dark-field microscope